# Paope
Paope − wieś w Estonii, w prowincji Hiuma, w gminie Kõrgessaare. W okolicach wsi znajduje się założony w 2006 roku rezerwat przyrody Paope looduskaitseala

W 2012 roku wieś liczyła 50 mieszkańców; w październiku 2010 – 50, w grudniu 2009 – 38.